# 인천기계공업고등학교
인천기계공업고등학교(仁川機械工業高等學校)는 대한민국 인천광역시 미추홀구 주안동에 있는 공립 고등학교이다.

## 학교 연혁
- 1940년 5월 2일 : 인천공립직업학교(3년제) 설립 인가 기계과(6), 야금과(3) 계 9학급
- 1940년 5월 10일 : 대화초(현 숭의초)에서 교실 6개 임시교사로 입학식
- 1941년 4월 19일 : 인천부 주안정 630번지(현위치)로 신교사 이전
- 1944년 3월 31일 : 인천공립공업학교(4년제)로 개편, 조선과 신설
- 1945년 9월 18일 : 본관 및 별관에서 임시 주둔했던 미군 철수
- 1946년 9월 1일 : 인천공립공업중학교(6년제)로 개편, 조선과 폐과
- 1950년 6월 27일 : 6.25로 인해 휴교(6.27~10.4)
- 1951년 8월 31일 : 인천공업고등학교(3년제)로 개편
- 1963년 6월 12일 : (현) 본관(1동) 건물 12교실 건립(397평)
- 1976년 3월 1일 : 인천기계공업고등학교로 교명 변경
- 1979년 9월 24일 : 5동 건물 준공
- 1981년 7월 31일 : (현)메카트로닉스과(9동) 실습동 준공
- 1989년 9월 20일 : 인천시공업계고등학교 공동실습소 건립(1,008m2)
- 2006년 12월 19일 : 건축과 토목과 실습동 문학동(8동) 준공
- 2020년 12월 1일 : 인천기계공고 80년사 발간
- 2022년 8월 31일 : 강당 엘리베이터 설치 및 인조잔디 운동장 교체

## 설치 학과
- 메카트로닉스과
- 정밀기계과
- 전기과
- 건축디자인과
- 자동차테크과
- 도시건설정보과

## 참고 자료
- 인천기계공업고등학교 - 한국교육학술정보원 학교알리미